# Xenofrea mascara
Xenofrea mascara là một loài bọ cánh cứng trong họ Cerambycidae.